# Ivanić Miljanski
Ivanić Miljanski is een plaats in de gemeente Zagorska Sela in de Kroatische provincie Krapina-Zagorje. De plaats telt 45 inwoners (2001).